# Artur Rosendo
Artur Rosendo Ferreira (Maceió, ? – Recife, 1950), filho de Orixalá, foi iniciado pelo Mestre Inácio, tendo ido à Costa da África, buscar os Axés, em Dacar, no Senegal. Migrou de Alagoas para o Recife, no início da década de 1920, fugindo da perseguição aos terreiros, introduzindo em Pernambuco, os ritos e tradições da Nação Xambá. Abre sua casa na rua da Regeneração, em Água Fria.
Na década de 1930, é um dos grandes babalorixás do Recife, contemporâneo de Pai Adão, Anselmo e Oscar. Ao falecer, em 1950, deixa inúmeras casas abertas por suas filhas de santo, que posteriormente migraram para a Nação Nagô, exceto algumas poucas, como Mãe Biu do Terreiro Portão do Gelo.